# جوردن أنغيلي
جوردن أنغيلي (بالإنجليزية: Jordan Angeli)‏ هي لاعبة كرة قدم أمريكية، ولدت في 31 مايو 1986 في إنجلوود في الولايات المتحدة. شاركت مع منتخب الولايات المتحدة تحت 20 سنة للسيدات لكرة القدم. أما مع النوادي، فقد لعبت مع بوسطن بريكرز ووسترن نيويورك فلاش.

## وصلات خارجية
- الموقع الرسمي
- جوردن أنغيلي على موقع الاتحاد الدولي (مؤرشف)  (الإنجليزية)
- جوردن أنغيلي على موقع قاعدة بيانات كرة القدم.إي يو (الإنجليزية)
- جوردن أنغيلي على موقع Soccerway.com (الإنجليزية)
- جوردن أنغيلي على موقع عالم كرة القدم.نت (الإنجليزية)